# Halldóra Bjarnadóttir
Halldóra Bjarnadóttir (1873–1981) est une éducatrice, une femme politique et une auteure islandaise qui promu l'industrie textile nationale et l'artisanat textile. Elle reçoit la distinction chevaleresque de son pays, l'Ordre du Faucon. Elle vécut jusqu'à 108 ans, devenant ainsi la femme la plus âgée d'Islande à cette époque.

## Biographie
Halldóra Bjarnadóttir est née le 14 octobre 1873 dans la famille d'agriculteurs Björg Jónsdóttir et Bjargar Jónasson à Vatnsdalur (en), en Islande. Le frère adoptif et proche cousin de sa mère est l'auteur et collectionneur de folklore Jón Árnason. Quand Halldóra a eu dix ans, ses parents ont divorcé. Son père émigre aux États-Unis et Halldóra et sa mère déménagent à Reykjavik. Elle devient professeur particulier à l'âge de 17 ans et donne également des cours d'artisanat à son domicile. À cette époque, il n'y a pas d'école pour enseignants en Islande. En 1896, elle se rend donc à Oslo, en Norvège, pour suivre une formation d'enseignante, avec le soutien financier de son père et d'un ami.

### Éducatrice
Après avoir obtenu son diplôme, elle retourne à Reykjavik pour travailler comme enseignante pendant un an en 1899 et enseigne également la religion et la géographie dans une école pour femmes. Lorsqu'elle demande une augmentation de salaire pour correspondre à celle d'autres collègues instruits, celle-ci lui est refusée et elle retourne en Norvège en 1900 avec sa mère pour y enseigner. Sa mère reste avec elle pour le reste de sa vie.
L'Islande introduit l'éducation obligatoire en 1907 pour les enfants âgés de 10 à 14 ans, et Halldóra postule donc avec succès pour un poste dans le nord de l'Islande en tant que directrice d'une école à Akureyri, et devient l'une des premières femmes à enseigner. Elle accorde une grande importance à l'éducation générale, aux cours de dessin et de couture pour les garçons et les filles, ainsi qu'à l'éducation morale, aux jeux et au chant. Elle fait construire une aire de jeux à l'école, aménage une bibliothèque scolaire et un atelier de tricot et de couture. La foi chrétienne joue un rôle central dans les cours. On estime que 500 filles et femmes suivent également ses cours de couture à cette époque. Elle est la première éducatrice en Islande à organiser des réunions enseignants-parents.
Sa façon inhabituelle de diriger l'école est souvent critiquée, ce qui force Halldóra à quitter son poste d'administratrice de l'école pendant l'hiver 1918, mais elle vit à Akureyri jusqu'à l'automne 1922. Elle continue à donner des cours de couture et de tissage.

### Femme politique
Elle est première sur la liste des femmes aux élections municipales de 1910 et 1921, et troisième sur la liste des femmes aux élections de l'Althing de 1922 et 1926. Elle siège au conseil municipal d'Akureyri et au conseil scolaire. En 1913, elle est l'une des fondatrices de l'Association pour l'industrie domestique d'Islande et, en 1914, elle initie la création d'une association pour les femmes dans le nord du pays. Halldóra est élue première présidente de cette association et le reste pendant une décennie.
En 1922, Halldóra revient à Reykjavik et devient professeure à temps partiel d'artisanat à l'École normale supérieure de 1922 à 1930 et, dans les années suivantes jusqu'en 1957, elle est consultante pour l'industrie nationale au nom de l'Althing et du Búnaðarfélag (Association des agriculteurs). Elle donne des séminaires, organise des expositions et des concours. Pour les expositions, elle voyage dans d'autres pays scandinaves ainsi qu'aux États-Unis et en Grande-Bretagne.

### Auteure
En 1917, elle fonde le magazine féminin Hlín (du nom d'une divinité féminine nordique), qu'elle publie pendant les 44 années suivantes jusqu'à la cessation de sa publication. Hlín est très populaire et environ 6 000 exemplaires sont publiés. En 1940, elle revient dans le nord de l'Islande, achète une petite ferme, Móland à Glerárþorp, et fonde en 1946 une école d'artisanat à Svalbarð près d'Eyjafjörður. Elle écrit également des livres pour enfants, des livres de tissage et de broderie.
En 1931, Halldóra reçoit la distinction chevaleresque de son pays, l'Ordre du Faucon, et est membre honoraire de l'Association des agriculteurs et de nombreuses autres associations, dont certaines fondées par elle-même. En 1954, elle vend sa ferme Móland et s'installe dans une maison de retraite à Blönduós, mais continue à rester en contact avec de nombreuses personnes par courrier. À l'occasion de son 105e anniversaire, elle donne ce conseil : « Lisez de bons livres, parlez à de bonnes personnes. ».
Elle fait don de sa collection d'accessoires artisanaux et de modèles de tissage et de tricot au musée du textile Heimilisiðnaðarsafnið à Blönduós, où ses pièces sont exposées dans la salle Halldórustofa. Elle fait don d'autres souvenirs et costumes à l'Association des agriculteurs. Son héritage comprend également de nombreux livres et ses écrits originaux.

### Dernières années
Halldóra Bjarnadóttir, restée célibataire, décède le 27 novembre 1981 à l'âge de 108 ans, la femme la plus âgée d'Islande à l'époque, et est enterrée le 5 décembre 1981 à Akureyri. En 1996, la poste islandaise émet un timbre en son honneur.